# Лэнгли (единица измерения)
Лэнгли — единица поверхностной плотности энергии, которая используется, в основном, для измерения инсоляции. Международное обозначение: Ly. Эта единица названа в честь американского физика Самуэля Лэнгли. Введена в 1947 году.
Один лэнгли равен лучистой энергии в 1 калорию (иногда используется термохимическая калория), падающему на площадь в 1 квадратный сантиметр.
1 Лн = 1 кал/см²=0,01163 кВт·ч/м²
В единицах СИ:
1 Лн = 4,1868⋅104 Дж/м²